# Grupa kapitałowa
Grupa kapitałowa – struktura łącząca, której elementami są samodzielne prawnie podmioty gospodarcze w postaci spółek kapitałowych. W przypadku struktur tego rodzaju relacje podporządkowania mają charakter kapitałowy, tzn. wynikają z posiadania przez podmiot nadrzędny udziałów lub akcji w podmiotach podporządkowanych. W grupie kapitałowej wyróżnia się: spółkę dominującą (spółkę-matkę) i spółki zależne (spółki-córki), które są kontrolowane przez spółkę dominującą.
Grupa kapitałowa jest w Polsce konstrukcją mającą umocowanie i definicję prawną, m.in. na gruncie ustawy o rachunkowości oraz ustawy o ochronie konkurencji i konsumentów. Grupa kapitałowa sporządza skonsolidowane sprawozdanie finansowe o zawartości zgodnej z przepisami ustawy o rachunkowości.
Podatkowa grupa kapitałowa to pojęcie istniejące w prawie podatkowym. Może ona być podatnikiem podatku dochodowego od osób prawnych po spełnieniu warunków określonych w ustawie. Najważniejsze to:
- minimalna przeciętna wartość kapitału zakładowego, jaka przypada na każdą ze spółek, ma być nie mniejsza niż 500 000 PLN,
- spółka dominująca posiada bezpośredni 75% udział w kapitale zakładowym lub w tej części kapitału zakładowego spółek zależnych, która na podstawie przepisów o komercjalizacji i prywatyzacji nie została nieodpłatnie lub na zasadach preferencyjnych nabyta przez pracowników, rolników lub rybaków albo która nie stanowi rezerwy mienia Skarbu Państwa na cele reprywatyzacji
- spółki zależne nie posiadają udziałów w kapitale innych spółek tworzących grupę,
- w spółkach nie występują zaległości we wpłatach podatków stanowiących dochód budżetu państwa,
- spółki zawarły umowę w formie aktu notarialnego o utworzeniu na okres co najmniej 3 lat podatkowych podatkowej grupy kapitałowej.

Grupa kapitałowa spełniająca ustawowe wymogi, po zarejestrowaniu przez urząd skarbowy, staje się podatnikiem podatku dochodowego od osób prawnych.